# شيري برايس
شيري برايس (بالإنجليزية: Sherry Bryce) هي مغنية وكاتبة غنائية أمريكية، ولدت في 28 مايو 1946 في دنكنفل ‏ في الولايات المتحدة.

## وصلات خارجية
- شيري برايس على موقع ميوزك برينز (الإنجليزية)